# Heinrich August Vezin
Heinrich August Vezin (auch: Henri Auguste Vezin; * 15. Dezember 1745 in Hannover; † 7. April 1816 in Osnabrück) war ein Jurist, Schriftsteller und Nachfolger Justus Mösers als Redakteur der „Westphälischen Beyträge“.

## Familie
Heinrich August Vezin kam als sechstes von neun Kindern des Violinisten und königlich-britischen Hof-Konzertmeisters Jean Baptiste Vezin (1712–1794) und dessen Ehefrau Caecilie Maillet de Fourton (1710–1774) zur Welt. Eines seiner Geschwister war der Kaufmann Carl Ludewig Vezin.
Sein Großvater väterlicherseits war der Violinist und kurfürstlich hannoversche und königlich britische Hof-Kammermusiker Pierre Vezin (1654–1727), dieser stammte aus Saint-Florentin (Yonne). Sein Großvater mütterlicherseits war der aus dem Languedoc stammende Wasserbauingenieur, Ingenieurmajor und Unternehmer Etienne Maillet de Fourton.
In erster Ehe war er mit der Protestantin Wilhelmine Friederike Schläger (1743–1783) aus Hannover verheiratet. Dieser Ehe entstammten neun Kinder. Nach ihrem Tod heiratete er 1786 im Dom zu Osnabrück Maria Agnes Bernardina Pielsticker (1764–1803). Mit ihr hatte er sechs weitere Kinder. Das jüngste Kind war der Arzt Hermann Vezin.

## Werdegang
Ab 1763 widmete er sich an der Georg-August-Universität Göttingen dem Studium der Rechtswissenschaft. Sein Studium schloss er nach drei Jahren mit dem Bestehen der Prüfung beim Oberappellationsgericht in Celle ab.
Anschließend war er sieben Jahre als Anwalt in Hannover tätig.
Aufgrund seines katholischen Glaubens blieb ihm eine Anstellung im Staatsdienst des Kurfürstentums Hannover verwehrt.
Seit 1764 führte der Kurfürst, Georg III. für seinen minderjährigen Sohn, Frederick Augustus, die Regierungsgeschäfte im konfessionell gemischten Hochstift Osnabrück.
Deswegen bewarb sich Vezin 1773 nach dem Tod eines Kanzleisekretärs in Osnabrück. Dort begann er zunächst als Registrator und wurde 1781 zum Sekretär ernannt. Diese Beförderung war 1780 nicht möglich, da festgelegt worden war, dass die Ernennung im Wechsel beider Konfessionen erfolgen musste. Die Ernennung zum Kanzleirat bei der Landes- und Justizkanzlei erfolgte aus demselben Grund erst 1799.
Während der Franzosenzeit war er Mitglied des Deputationskollegiums. Seit 1808 war er Richter des Tribunals der ersten Instanz zu Osnabrück im Weser-Departement. Bis zu seinem Tod 1816 wirkte er bei der wiederhergestellten Osnabrücker Justizkanzlei. Zudem war er „Direktor des Intelligenzwesens zu Osnabrück“.
Im Jahr 1782 übernahm er als Nachfolger Justus Mösers die Leitung der Redaktion der „Wöchentlich Osnabrückischen Anzeigen und Westphälischen Beyträge“. Dort veröffentlichte er bereits zuvor eigene Beiträge. Die meisten seiner dort veröffentlichten Aufsätze brachte er in den zweibändigen „Ropographien“ heraus. Viele seiner Aufsätze sind aufgrund seines Berufs juristisch eingefärbt oder setzen sich mit juristischen Fragestellungen auseinander. Justus von Gruner bezeichnete Vezin als „wizzige[n] und gelehrte[n] Kanzleirath“, der „dem auswärtigen Publikum bekannt“ sei.
Auch verfasste Vezin juristische Schriften, die sich überwiegend mit dem Natur- und Criminalrecht, aber auch mit dem Civilrecht auseinandersetzten. Diese erschienen in verschiedenen Zeitschriften, so beispielsweise im „Archiv des Criminalrechts“, hrsg. von Klein, Kleinschrod und Konopack.
Am 7. April 1816 abends um zehn Uhr verstarb er im 71. Lebensjahr „nach einer seit schon langer Zeit eingetretenen Abnahme aller Kräfte“. Am 10. April wurde er begraben.

## Schriften und Übersetzungen (Auswahl)
- Mein letzter Wille in Westphälische Beyträge Nr. 44, 45 (Osnabrück 1779)
- Der Zauberer in der Flasche: aus dem Spanischen des Quevedo. Erste Unterredung (Göttingen 1781)
- Rede eines Staatsbürgers an einige seiner Landsleute nebst ihrer Antwort (Osnabrück 1781)
- Ankündigung eines Werks unter dem Titel Volkslieder in Westphälische Beyträge vom 6. Juli 1782 ff. (Osnabrück 1782)
- Familiengespräche (Braunschweig 1791)
- Kleine juristische Schriften vermischten Inhalts, vorzüglich aus dem Lehnrechte in zwei Heften (Osnabrück 1798, 1799)
- Ropographien, Erster Theil, die Erstauflage erschien unter dem fehlerhaften Titel „Popographien“ (Osnabrück 1799, 1800)[19][20]
- Ropographien, Zweiter Theil (Osnabrück 1801)
- Das peinliche Halsrecht der Teneriffaner – ein Märchen wie es mehrere giebt ; mit Anmerkungen (Osnabrück 1783 und 1798). 1809 übersetzte Henr. Will. Tijdeman das Werk ins Niederländische unter dem Titel Geschiedenis van het straf-en-doodregt van het gelukkig eiland Teneriffe : meer dan roman : met eenige stukken daar toe betrekkelijk (Amsterdam 1809)
- Die Befugnisse des Staats in Hinsicht auf Rechtsverletzungen (Osnabrück 1801)
- Entwurf einer Polizey-Verordnung zur Beförderung der allgemeinen Sicherheit wider Räuber und Vagabonden in (altes) „Archiv des Criminalrechts“ (Halle 1805), Band 6, Stück 2, Abh. 2, S. 30–62
- Etwas zur Beherzigung derjenigen, welche an der Reform der Criminalgesetze arbeiten in (altes) „Archiv des Criminalrechts“ (Halle 1806), Band 6, Stück 4, Abh. 6, S. 93–112